# 马建堂
马建堂（1958年4月29日—），男，汉族，山东滨州人，中华人民共和国政治人物。山东大学经济系毕业，南开大学经济研究所研究生，中国社会科学院研究生院经济学博士。中國共產黨第十八屆中央委員會委員（2014年10月增补）。曾任中共青海省委常委、省政府副省长，国家统计局党组书记、局长，国家行政学院党委副书记、常务副院长（正部长级），国务院发展研究中心党组书记、副主任（主持工作）。曾获得“孙冶方经济科学奖”。

## 生平
1975年至1988年间，马建堂先后在北镇中学、山东大学、南开大学以及中国社会科学院学习，并最终获得了经济学博士学位。1983年7月加入中国共产党。1985年3月参加工作，被分配到政府智囊机构国务院发展研究中心工作；并历任市场流通部副部长、市场经济研究所副所长（1993年8月）和宏观调节部部长（1995年1月）等职。
1996年4月，马建堂开始进入政府职能部门工作；出任国家经贸委综合司司长。2002年5月，升任国家经贸委副秘书长。期间，马建堂的学术研究重点，转向当时最为热门的“国企改革”；曾主持了《国有企业不良资产的现状、成因与对策研究课题》一系列调研。在2003年3月的国务院机构改革中，原“国家经贸委”被裁撤；有 “国企解困专家”之称的马建堂，转任新成立的国务院国有资产监督管理委员会副秘书长。2003年，刚刚启动一波上扬行情的中国股市，因为“国有股减持”的传言而又惶恐不安。时任国资委新闻发言人的马建堂，在2003年11月23日出面澄清，表示“国有股减持”方案不会贸然推出。正是这个消息，随即引发了中国股市长达近5个月的反弹。
2004年2月，担任青海省人民政府省长助理；2004年12月，晋任副省长；2007年11月，任中共青海省委常委兼副省长。
2008年9月，马建堂接替了已调职4个月的谢伏瞻，出任国家统计局局长。
2014年10月，中共十八届四中全会上递补为中央委员会委员。
2015年4月，调任国家行政学院党委委员、常务副院长（正部长级）。2016年10月，任国家行政学院党委副书记、常务副院长（正部长级）。2018年3月，转任国务院发展研究中心党组书记、副主任。
2022年6月22日，被增补为第十三届全国政协委员、全国政协经济委员会副主任。2022年7月，不再担任国务院发展研究中心副主任职务。

## 学术成就
马建堂被誉为中国经济学界的“官厅经济学家”，曾获国务院颁发的“有突出贡献专家”的证书。他的主要研究方向是，企业行为、产业结构、产业组织和宏观经济。1994年，36岁的马建堂曾凭借《结构与行为——中国产业组织研究》一书，获得了当年的“孙冶方经济科学奖”著作奖。